# Ożarów
Ożarów (udtale: [ɔˈʐaruf]; yiddish: אָזשאַראָװ, romaniseret: Ozharov) er en by i den østlige del af voivodskabet Święty Krzyż i den sydøstlige del af Polen, i den historiske region Lillepolen. Byen har 4.390(2021) indbyggere og et areal på 7,79 km², og er en del af powiatet Opatów.

## Historie
Ożarów blev grundlagt i 1569 af Józef Ożarowski og fik byrettigheder fra kong Sigismund 2. August, og var indtil Polens delinger var en del af Sandomierz voivodskab. Fra 1815 til 1915 tilhørte byen det russisk -kontrollerede Kongrespolen. I 1767 ødelagde en stor brand centrum af byen, der blev genopbygget på et lidt andet sted. Det første originale centrum var placeret langs nutidens Kolejowa Gade. I 1787 nåede den stadigt voksende jødiske befolkning 1.000. I 1869, efter den mislykkede januaropstand, blev Ożarów som mange lignende polske byer frataget sine byrettigheder som straf for at støtte uafhængighedsbevægelsen.
Under Den Russiske Revolution 1905 var Ożarów en del af den såkaldte Ostrowiec Republic (Republika Ostrowiecka), en anti-russisk revolutionær bevægelse, ledet af Polens Socialistiske Parti. I 1915 blev landsbyen besøgt af Józef Piłsudski, og i slutningen af maj samme år var der en konfrontation mellem polske legioner og den kejserlige russiske hær sted her. Russerne brændte Ożarów til jorden; Landsbyen blev genopbygget i 1916 - 1920.
- Historisk jødisk kirkegård i Ożarów
- Ohel til meditation på den jødiske kirkegård
- St. Stanisław kirke